# All-Star Game LNB 2009
Le All-Star Game LNB 2009 est la 24e édition du All-Star Game LNB. Il s’est déroulé le 30 décembre 2009 au palais omnisports de Paris-Bercy de Paris. L’équipe des All-Stars Français a battu l’équipe des All-Stars étrangers (89-88). Steed Tchicamboud est élu MVP. Ángel Daniel Vassallo est le meilleur marqueur (22 points) de la rencontre. L'événement est diffusé sur Sport+.

## Joueurs

### All-Stars français
| Position    | Joueur            | Équipe                  |
| ----------- | ----------------- | ----------------------- |
| Meneur      | Steed Tchicamboud | Nancy                   |
| Arrière     | Antoine Diot      | Le Mans                 |
| Ailier      | Cyril Akpomedah   | Gravelines-Dunkerque    |
| Ailier fort | Dounia Issa       | Vichy                   |
| Pivot       | Ali Traore        | ASVEL Lyon-Villeurbanne |

| Position | Joueur           | Équipe   |
| -------- | ---------------- | -------- |
| Meneur   | Fabien Causeur   | Cholet   |
| Arrière  | Edwin Jackson    | Rouen    |
| Arrière  | David Melody     | Vichy    |
| Ailier   | Mickaël Gelabale | Cholet   |
| Pivot    | Pape Badiane     | Poitiers |

Abdoulaye M'Baye (Dijon) et Pierre-Yves Guillard (Poitiers) sont réservistes.

### All-Stars étrangers
| Position | Joueur            | Équipe               |
| -------- | ----------------- | -------------------- |
| Meneur   | Ben Woodside      | Gravelines-Dunkerque |
| Arrière  | Dewarick Spencer  | Le Mans              |
| Ailier   | Derrick Obasohan  | Hyères-Toulon        |
| Ailier   | Ricardo Greer     | Nancy                |
| Pivot    | Uche Nsonwu-Amadi | Roanne               |

| Position | Joueur                | Équipe          |
| -------- | --------------------- | --------------- |
| Meneur   | Kareem Reid           | Vichy           |
| Arrière  | Cedrick Banks         | Orléans         |
| Ailier   | Ángel Daniel Vassallo | Paris-Levallois |
| Ailier   | Sean Marshall         | Dijon           |
| Pivot    | Saer Sene             | Hyères-Toulon   |

Zack Wright (Le Mans) et Akin Akingbala (Nancy) sont réservistes.

### Entraîneurs
JD Jackson (Le Mans) assisté de Didier Dobbels (Pau-Lacq-Orthez) dirigent l’équipe des All-Stars français. Erman Kunter (Cholet) assisté de Éric Girard (Limoges) dirigent l’équipe des All-Stars étrangers.

## Concours

### Concours de tirs à3 points
- Cedrick Banks (Orléans)
- Chamberlain Oguchi (Le Havre)
- Edwin Jackson (Rouen)
- Thomas Andrieux (Boulazac Basket Dordogne - Pro B) (vainqueur)

### Concours de dunks
Les trois derniers vainqueurs du concours de dunks sont sélectionnés pour participer à cette édition, Justin Darlington (2008), Max Kouguère (2007) et Guy Dupuy (2006).
- Justin Darlington
- Kevin Kemp (vainqueur)
- Guy Dupuy
- Max Kouguère (Antibes)
- LaQuan Prowell (Paris-Levallois)

### Concours des meneurs
- Bobby Dixon (ASVEL Lyon-Villeurbanne)
- Kareem Reid (Vichy) (vainqueur)
- Thomas Heurtel (Strasbourg)
- Andrew Albicy (Paris-Levallois)